# Jus post bellum
Die Lehre vom Jus post bellum (auch: lateinisch ius post bellum ‚Recht nach dem Krieg‘) bezeichnet das Recht der Friedenssicherung (englisch post-conflict peacebuilding) und ist aus der Theorie vom Gerechten Krieg entstanden. Sie behandelt die Politische Philosophie bei der Beendigung eines Krieges und das dabei geltende Völkerrecht einschließlich eines Friedensvertrags, der zu leistenden Reparationen und des politischen und wirtschaftlichen Wiederaufbaus. 
Der Begriff wurde maßgeblich von dem kanadischen Philosophen Brian Orend geprägt. In zeitlicher Folge gehen ihm voraus das Jus ad bellum, das vor dem Beginn der Kriegshandlungen bis zu deren Aufnahme gilt und diese legitimiert, gefolgt vom Jus in bello während des Kriegs. Im Gegensatz zu den völkerrechtlichen Pflichten der Parteien im Verlauf eines Krieges oder eines bewaffneten Konflikts, die in den Genfer Konventionen umfangreiche Regelungen erfahren hatten, besteht weiterhin keine verbindliche rechtliche Vorsorge für das Ende eines Konflikts und die Zeit danach. Politikwissenschaftler und Völkerrechtler erforschen die Schlussphase bewaffneter Konflikte, um daraus Rückschlüsse auf Entwicklungen zu ziehen, die wünschenswert wären oder die vermieden werden sollten.